# 羅克布里奇鎮區 (密蘇里州布恩縣)
羅克布里奇鎮區（英語：Rock Bridge Township）是位於美國密蘇里州布恩縣的一個行政鎮區。

## 地方資料
羅克布里奇鎮區的面積為112.35平方千米，當中陸地面積為109.68平方千米，而水域面積為2.66平方千米。根據2020年美國人口普查的數據，當地共有人口11762人，而人口密度為每平方千米104.69人。